# Marguerites teorem
Marguerites teorem (franska: Le théorème de Marguerite) är en fransk-schweizisk dramafilm från 2023. Filmen är regisserad av Anna Novion, som även skrivit manus tillsammans med Mathieu Robin och Marie-Stéphane Imbert.
Filmen hade biopremiär i Sverige den 5 april 2024, utgiven av Njutafilms.

## Handling
Filmen kretsar kring Marguerite som studerar matematik vid École Normale Supérieure. Hennes karriär känns förutbestämd. Men då Marguerite presenterar sitt examensarbete går något fruktansvärt fel. Marguerite bestämmer sig för att börja om från noll.

## Rollista (i urval)
- Ella Rumpf – Marguerite Hoffmann
- Jean-Pierre Darroussin – Laurent Werner
- Clotilde Courau – Suzanne
- Sonia Bonny – Noa